# 1469
Cette page concerne l'année 1469  du calendrier julien.
L'année 1469 est une année commune qui commence un dimanche.

## Événements
- 11 février : le Timouride Abu Saïd est vaincu et capturé par Uzun Hasan, sultan des Ak Koyunlu. Il est exécuté six jours après[1]. Uzun Hasan règne sur presque tout l’Iran et noue des relations avec Venise et la papauté. Les timourides ne conservent que la Transoxiane.
- 25 mars : Husayn Bayqara, grand émir timouride et grand mécène, est reconnu roi par les habitants de Hérat[1] ; il est couronné le 14 avril[2].
- Avril : Yusuf, aveuglé par Uzun Hasan, succède à Hasan Ali comme sultan des Kara Koyunlu après son suicide, mais est assassiné par Ughurlu Mehmed, fils de Uzun Hasan. Tous les territoires des Kara Koyunlu passent aux Ak Koyunlu[3].
- Novembre : au Portugal, le monopole du commerce africain est affermé à Fernão Gomes pour 200 000 réaux (or, ivoire, esclaves et magalette, épice proche du poivre). Le roi impose à Fernão Gomes l’exploration de 500 lieues de côte par an[4]

- Axayacatl devient souverain des Aztèques[5].

### Europe
- 15 janvier : assemblée solennelle tenue à Bruxelles. Charles le Téméraire reçoit les réparations des députés de Gand. La ville perd ses privilèges[6].
- Janvier : second règne de Mengli Giray, khan de Crimée (fin en 1475)[7].
- 18 janvier : bulle In supremae dignitatis specula[8]. Fondation des évêchés de Wiener Neustadt et de Vienne, malgré l’opposition de l’évêque de Passau.
- 23 avril : le conseiller du roi de France Louis XI Jean de La Balue est emprisonné pour trahison et sera enfermé dans une cage[9].
- 3 mai : Mathias Corvin devient roi de Bohême[10].
- 9 mai : traité de Saint-Omer entre Charles le Téméraire et l’archiduc Sigismond du Tyrol qui cède l’Alsace et le Brisgau à titre de gage moyennant un prêt de 50 000 florins (1469-1474)[11].
- 4 juin : mariage de Laurent de Médicis avec Clarisse Orsini, ce qui lui permet de rentrer dans le clan des vieilles familles aristocratiques[12].
- 4 juin : la diète de Bohême rejette l'élection de Mathias Corvin, et a la suggestion de Georges de Poděbrady, reconnait Ladislas Jagellon comme héritier de la couronne[13].
- Été : Étienne III le Grand de Moldavie profite de la campagne de Mathias Corvin en Bohême pour lancer une expédition en Transylvanie. Pierre III Aron est capturé et décapité[14].
- 26 juillet, guerre des Deux-Roses : bataille d'Edgecote Moor[15].

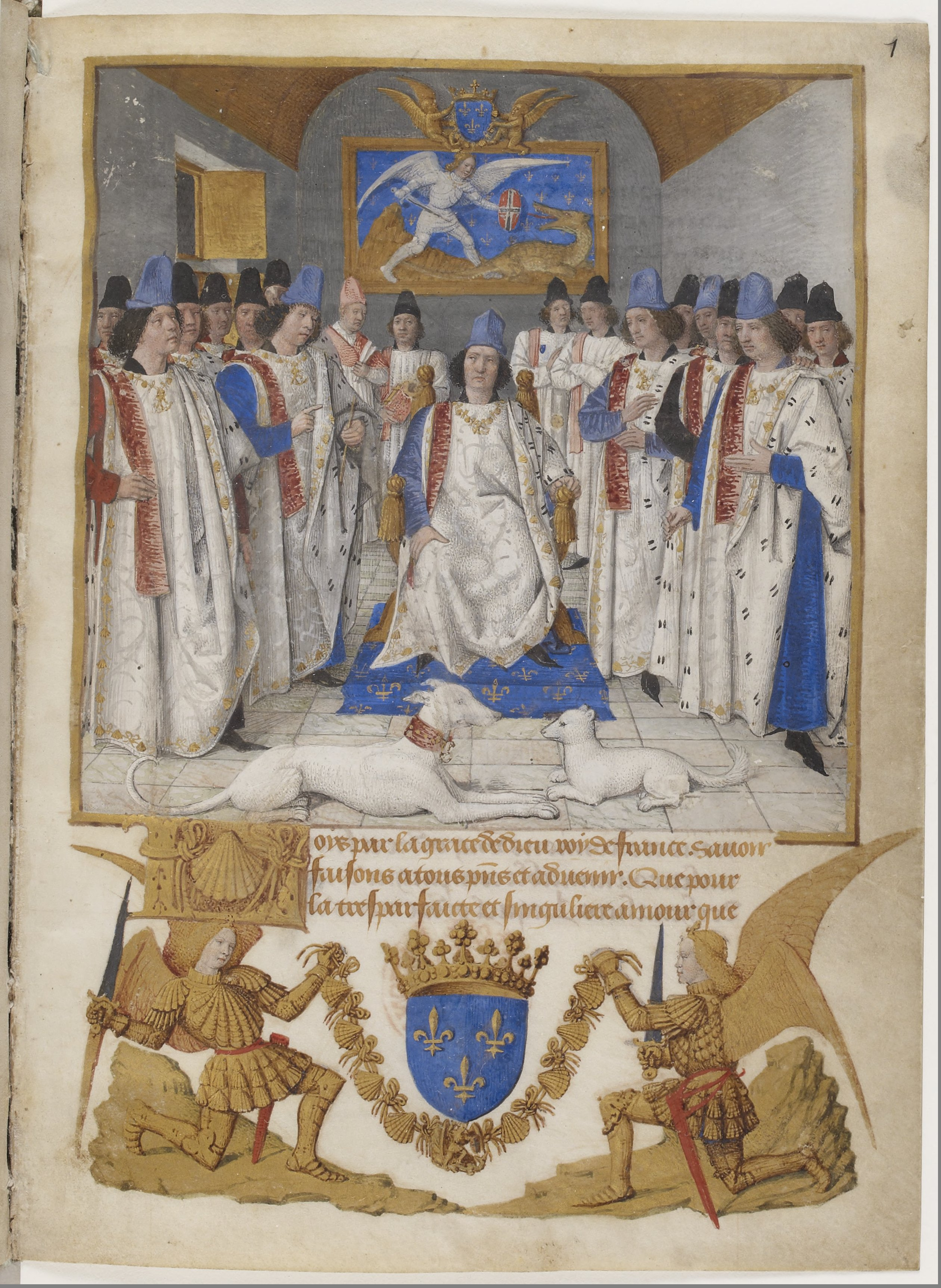
: création de l'ordre de Saint-Michel, Statuts de l'ordre de Saint-Michel, Jean Fouquet, 1470

- 1er août : création de l'ordre de Saint-Michel par Louis XI[16]. Les souverains s'en serviront pour récompenser les nobles. Il encadre la haute noblesse dans l’intérêt du pouvoir central.
- 20 août : Étienne III de Moldavie écrase des Tatars de la Volga, dans la chênaie de Lipnic, près du Dniestr[14].
- 7 septembre : Louis XI se rend en Bas-Poitou pour avoir une entrevue avec son jeune frère Charles alors en armes contre lui. Les deux princes se rencontrent au passage du Braud, sur la Sèvre niortaise, et semblent se réconcilier, puisque le Poitou est donné en apanage au frère du roi, pour le dédommager de la perte de la Normandie. Charles renonce à la Normandie comme au Berry, et Louis XI lui échange la Champagne contre la Guyenne, afin de le séparer de Charles le Téméraire[17].

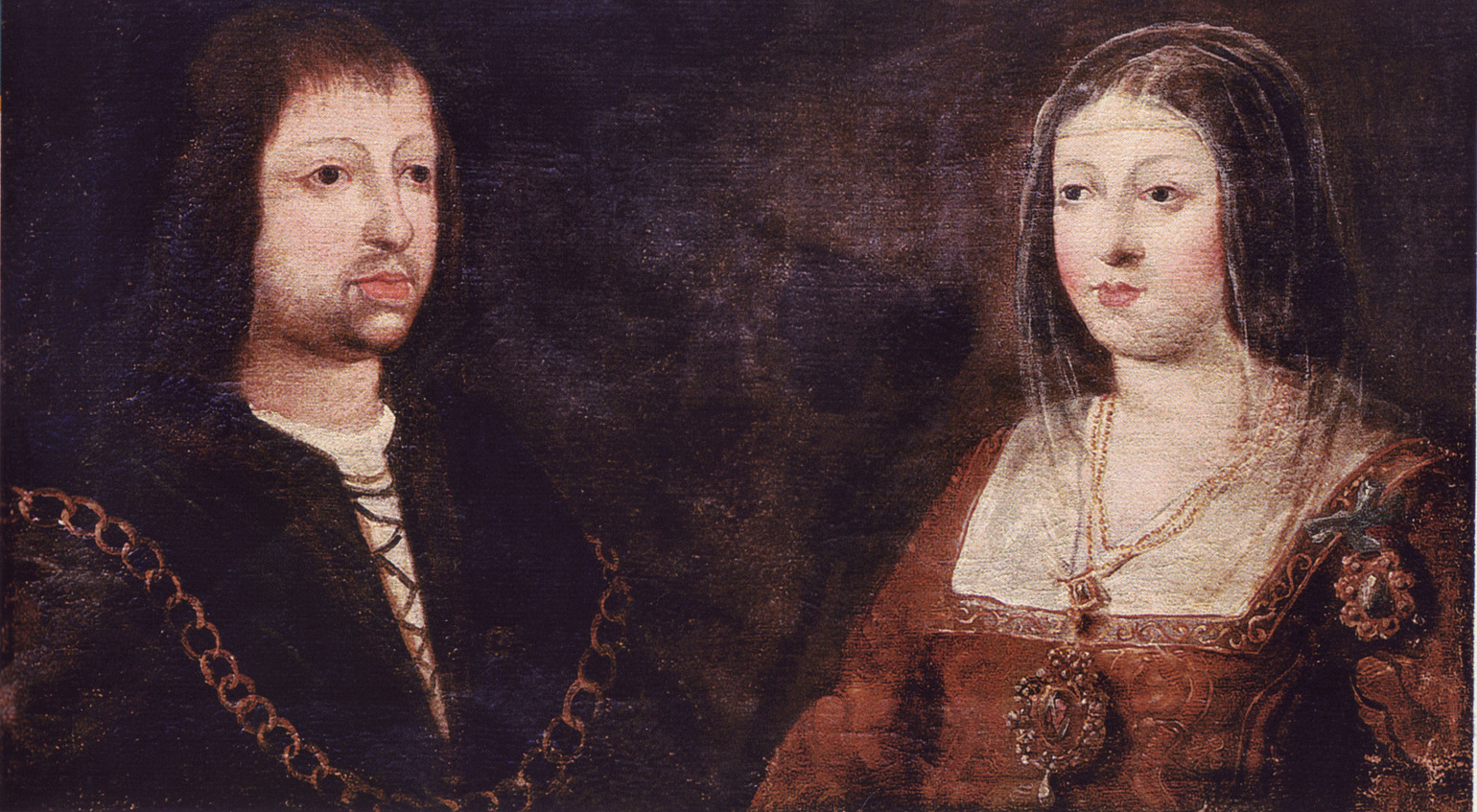
19 octobre : Ferdinand et Isabelle, portrait de mariage

- 19 octobre : Ferdinand d'Aragon épouse Isabelle de Castille à Valladolid[18]. Le mariage se fait avec une fausse bulle pontificale de dispense pour cousinage, confirmée a posteriori, et sans l’autorisation du roi de Castille, Henri IV dit l’impuissant, frère d'Isabelle, qui l'a reconnue héritière de la couronne. Les deux royaumes ne seront formellement réunis qu'en 1516.
- 2 novembre : l'armée tchèque défait le roi Mathias Corvin à Uherský Brod et envahit la Považie par surprise[13].
- 3 décembre : début du principat de Laurent le Magnifique (Lorenzo Medici) à Florence (fin en 1492)[19]. Il hérite du pouvoir politique, d’une fortune considérable et de la dynamique artistique et intellectuelle qui fait de Florence un phare européen. Il mène une vie fastueuse, se passionne d’architecture, commande des fresques pour sa villa de Spedaletto, près de Volterra (Botticelli, Filippo Lippi, Ghirlandaio, Le Pérugin). Il complète la collection d’objets précieux de son père (Tazza Farnese).
- Ferrante doit réprimer une révolte paysanne en Calabre (fin en 1475)[20].

## Naissances en 1469
- 20 février : Thomas de Vio, cardinal dominicain italien († 1534)[21].
- Février : Jérôme Accoramboni, médecin des papes Léon X, Clément VII et Paul III († 1537).

- 15 avril : Gurû Nanak, (Sri Gurû Nanak Ji), fondateur de la religion sikh († 1539).
- 3 mai : Nicolas Machiavel (Niccolo Machiavelli), écrivain et philosophe italien.
- 28 octobre : Érasme, penseur humaniste et théologien néerlandais (l'an 1466 est également avancé).
- 22 novembre : Timoteo della Vite, peintre italien de l'école ombrienne († 1523).
- 1469 ou 1460 : Vasco de Gama, navigateur portugais[22].

## Décès en 1469
- Juillet : Narapati, dixième roi d'Ava (né en 1413).
- 25 septembre : Marguerite de Bretagne, duchesse consort de Bretagne
- 9 octobre : Fra Filippo Lippi, peintre florentin, à Spolète (né v. 1406).
- 2 décembre : Pierre le Goutteux.
- Moctezuma Ier, empereur aztèque.
- Antonio Averulino, dit le Filarète, sculpteur et architecte italien, (, v.1400-v.1469).